# کرمی‌دوجورپاسانان
کرمی‌دوجورپاسانان (نام علمی: Ingolfiellidea) نام یک زیرراسته از راسته دوجورپایان است.